# Stadion Jožky Silného
Stadion Jožky Silného je fotbalový stadion v Kroměříži na Obvodové ulici, kde se nachází i plavecký bazén a zimní stadion.

## Historie

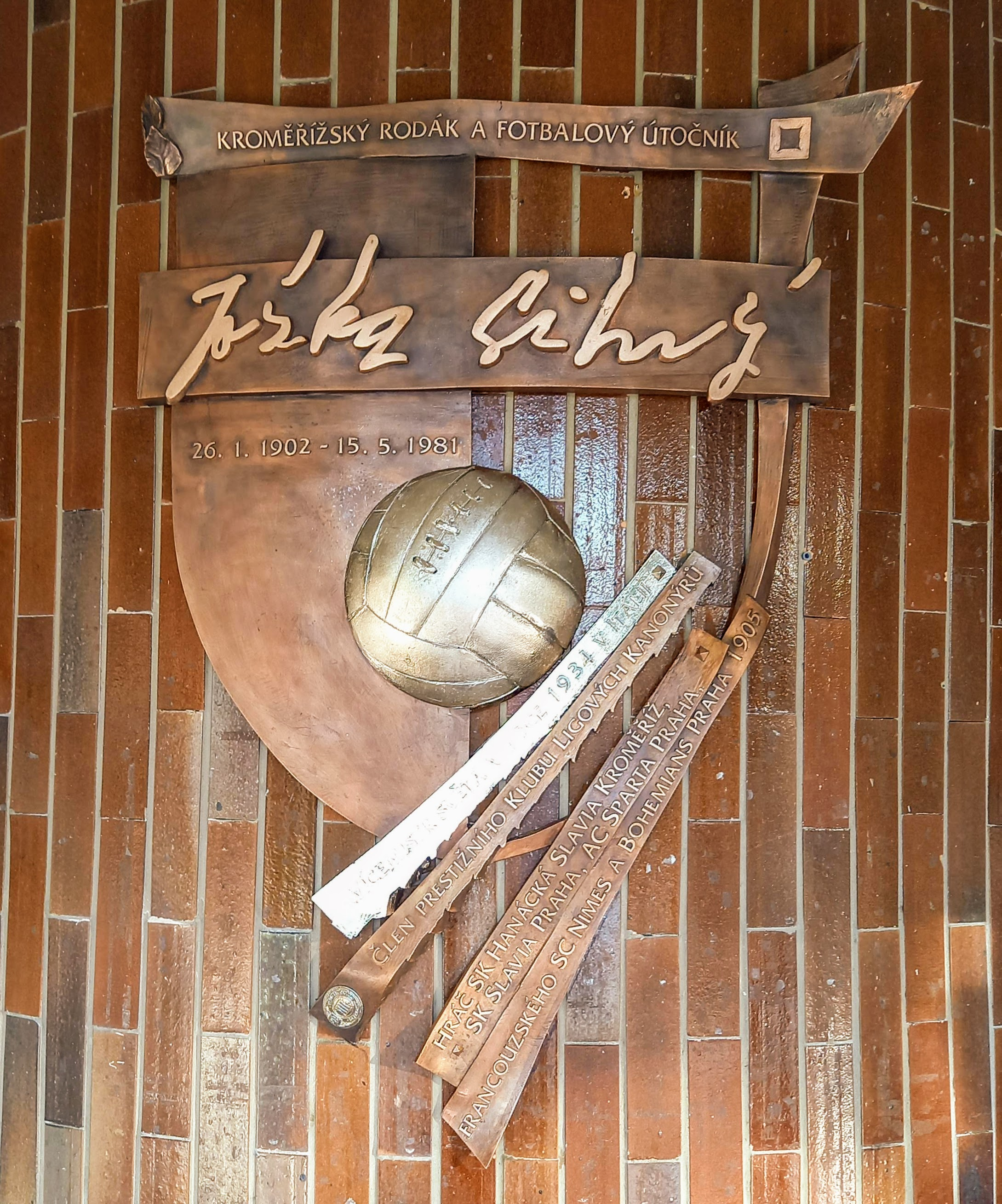
Pamětní deska ve vchodu na stadion

Stadion je domovským hřištěm fotbalového klubu SK Hanácká Slavia Kroměříž založeného v roce 1919. Ta nejprve působila na hřišti v Podzámecké zahradě a od roku 1923 na „Rejdišti“ vybudovaném ve středu cyklistického velodromu. V  období druhé světové války využíval „Rejdiště“ fotbalový klub MSV Kremsier, který patřil pod pozemní jednotky Wehrmacht. Hanácká Slavie se v té době musela opět spokojit s hřištěm v Podzámecké zahradě. Později na hřišti také působil fotbalový klub VTJ Kroměříž. Po krátkém působení na atletickém stadionu se Hanácká Slávia přesunula na nový stadion vybudovaný v roce 1989. Z „Rejdiště“ se stalo jen školní hřiště a na zbývající části areálu vyrostla kolonie rodinných domků.
Dne 18. června 2022 byl stadion v rámci akce „Kanonýři v Kroměříži“ přejmenován na Stadion Jožky Silného. U vchodu byla kroměřížskému rodákovi Jožkovi Silnému instalována pamětní deska. Do té doby se jmenoval Stadion SK Hanácká Slavia Kroměříž. 

## Popis stadionu

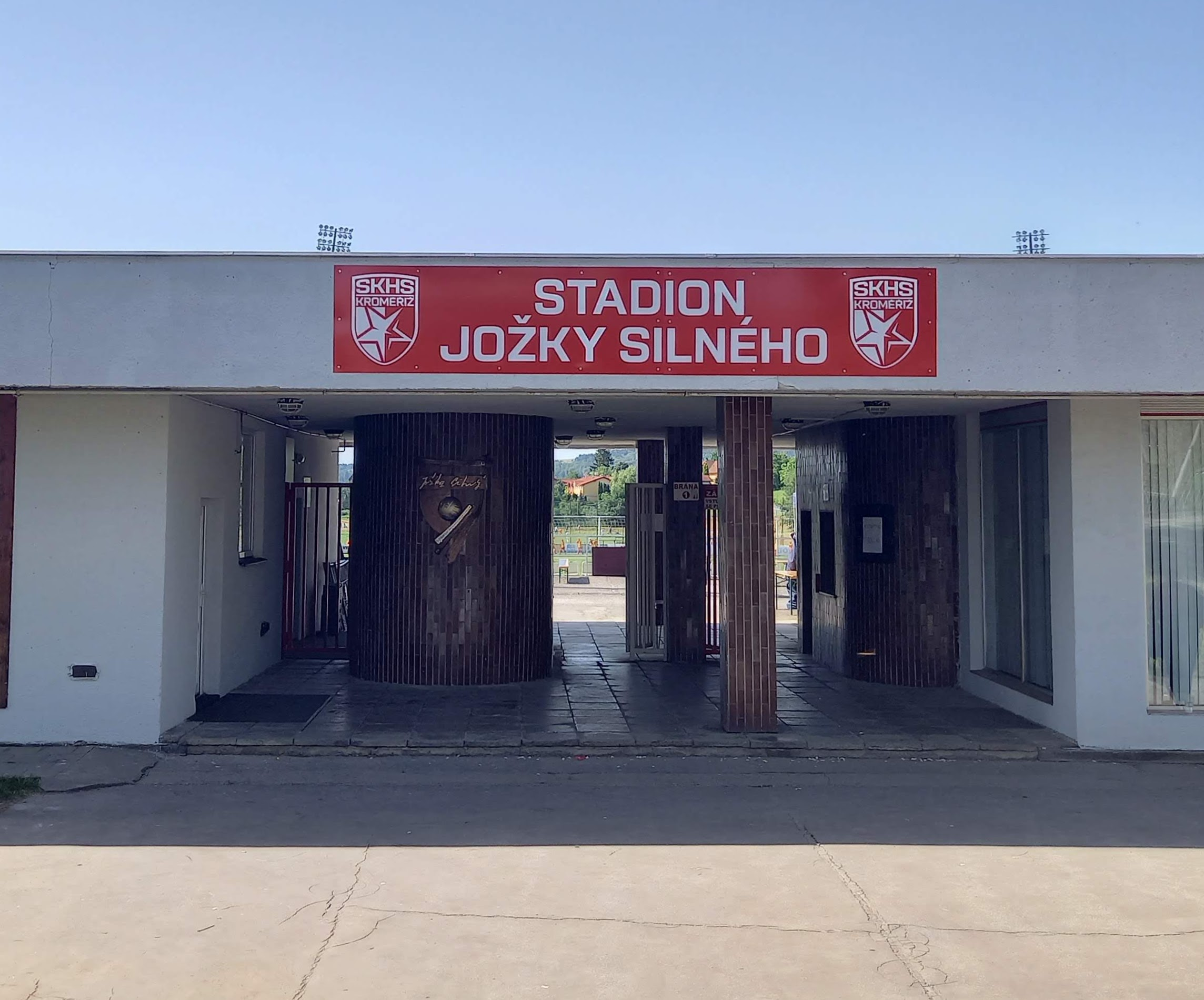
Vstup na stadion

Součástí areálu jsou tři travnaté plochy, a také jedno hřiště s umělým povrchem. Na stadionu je umělé osvětlení s intenzitou 1 200 luxů a automatický zavlažovací systém. Stadion má kapacitu 1 569 osob, z toho 759 krytých míst pro sedící diváky. Vybavení stadionu je provedeno v klubových červenobílých barvách. Fanouškům (vlajkonošům) hostů je vyhrazen nekrytý samostatný sektor na stání vedle hlavní tribuny s kapacitou 80 míst. Samostatný vchod do něj je zpřístupněn z ulice Kotojedská. Celé sportoviště je pod správou příspěvkové organizace Sportovní zařízení města Kroměříže.

## Dostupnost
Z kroměřížského nádraží se ke stadionu lze dostat prostřednictvím MHD autobusovou linkou č. 4 nebo 6 a vystoupit na zastávce "Kaufland". Od železniční zastávky Kroměříž-Oskol na trati číslo 305 Kroměříž – Zborovice je vstup na stadion vzdálen cca 500 m. Na parkovišti u přilehlého supermarketu je k dispozici velké množství parkovacích míst.